# Olga Francon
Olga Francon ist eine ehemalige französische Bogenbiathletin.
Olga Francon gehörte zu den Pionierinnen in ihrer Sportart bei Bogenbiathlon-Weltmeisterschaften. Sie nahm erstmals bei der Premiere der WM, 1998 in Cogne, teil und gewann dort an der Seite von Carole Leclerc und Joulie Faulon als Startläuferin der französischen Staffel hinter der Vertretung aus Italien und vor den Vereinigten Staaten die Silbermedaille. Bei den Bogenbiathlon-Weltmeisterschaften 2001 erreichte Francon in Kubalonka ihren größten Einzelerfolg. Hinter Jekaterina Lugowkina und vor Nadia Peyrot gewann sie die Silbermedaille im Einzel. Zudem gewann sie mit Celine Gardoni und Stephania Guillemin hinter Russland und Italien Staffel-Bronze. Ebenfalls erfolgreich verliefen die Bogenbiathlon-Europameisterschaften 2001 in Pokljuka. Die Französin gewann mit ihrer Staffel an der Seite von Carole Leclerc und Julie Beghein als Startläuferin hinter Italien und Russland die Bronzemedaille.